# Australiensvej
 Der er for få eller ingen kildehenvisninger i denne artikel, hvilket er et problem. Du kan hjælpe ved at angive troværdige kilder til de påstande, som fremføres i artiklen.

Australiensvej er en ca. 250 meter lang vej på Ydre Østerbro, København, hvor den forbinder Lyngbyvej med Sankt Kjelds Gade, sådan at den ender i boligkomplekset "Solgaarden". Vejen løber parallelt med Jagtvej.

## Gadens historie
Navnet Australiensvej er usædvanligt for kvarteret, hvor gaderne ellers fortrinsvis har navne efter små, danske øer, såsom Samsø, Ourø, Manø, Vejrø, osv. Australien falder både størrelses- og kontinentmæssigt udenfor denne stime af øer. Navnet skyldes imidlertid simpelthen at en lokal grundejer og bygherre – murermester P. S. Hummelgaard – havde været i Australien. Gaden blev navngivet i 1898. Indtil 1929 omtales den som Australievej og Australie Allé.
Byudviklingen på Østerbro begyndte i 1880'erne og store dele var udbygget før 1. Verdenskrig i 1914. Bydelen er dermed senere end andre bydele, fx Nørrebro og Vesterbro, der er fra 1870'erne og 1880'erne. Det betød, at byggeriet blev opført i en bedre kvalitet og med større gadebredder og mere luft mellem husene, fordi man i 1889 strammede bygningslovgivningen.
I dag er der udelukkende beboelse og kontorer på Australiensvej og ingen butikker. Det er en ret stille vej. Hvor den krydser Samsøgade/Bryggervangen er der en lille rundkørsel, hvor der er plantet påskeliljer.
Omkring århundredeskiftet lå der bl.a. en barber i nr. 1 og en urtekræmmer i nr. 8. I 1950'erne – hvor indbyggertallet på Østerbro var størst – lå der bl.a. en skotøjshandler (i nr. 1), en frisørsalon Henna (i nr. 3), fabrikken Fiducia (i 7-15), flere massøser (bl.a. i nr. 19), Københavns Skipperforening (29-33), en kakkelovnsrenser (nr. 6, kælderen), en frisørsalon Wella (i nr. 20), et mejeri (nr. 22) og Østerbros Flødedepot (også 22).
I 1970'erne blev en ny kopi af guldhornene udført af sølvsmed Folmer Dalum i hans nu nedlagte værksted på Australiensvej. Arbejdet tog ham syv år.

## Nævneværdige bygninger i gaden
Nr. 6-12 og 18-22 tilhørte tidligere Galle & Jessen.
Den mest dominerende bebyggelse på Australiensvej ligger i nr. 21, 23, 25 og 27, markeret med romertal ”ANNO DOM MCMXXX” (1930). Facaden er her trukket lidt tilbage fra de øvrige bygninger, hvilket danner en lille, smal gård med bænke m.m. Ejendommen 21-27 er ejet af Foreningen af 1865 til opførsel af billige arbejderboliger.
Nr. 29, 31, 33: Opført af Københavns Skipperforening i 1928. Over indgangsdøren til nr. 31 er der et relief af kaptajn Claus Børnsen, stiftelsens grundlægger i 1858. Over indgangsdørene er der træsnit med maritime symboler, bl.a. et anker.
Nr. 30-34: Her lå tidligere Den Evige Tilbedelsesstiftelse.
Nr. 35 og 37: Her ligger andelsforeningen Sct. Kjeldsgården.